# 吴晓邦故居
吴晓邦故居是中国现代舞蹈家吴晓邦的旧居，位于江苏省太仓市沙溪镇中市街。吴晓邦是中国现代舞的开拓者，创作了《饥火》等大量反应时代的舞蹈作品，后曾任中国舞蹈家协会主席。同一条街上还有吴晓邦祖居，即零售商号“万和祥”旧址，是吴晓邦幼年居住之地。
故居为双层西式建筑，俗称“小白楼”，建于1927年，是苏州下属乡镇中稀有的保存较完整、时间较古老的西式楼房之一。占地600平方米。一楼有会客厅、餐厅，每个厅中设有壁炉。二楼设有书房等。另有储藏间、卧室、晾房、卫生间等，一共12间房，均铺木地板。木制扶梯的扶手上饰有精致的花纹雕刻。房顶设有瞭望台，可眺望沙溪古镇。窗户有百叶窗、纱窗、玻璃窗三层。现被辟为吴晓邦纪念馆，并列入江苏省文物保护单位。

## 图片

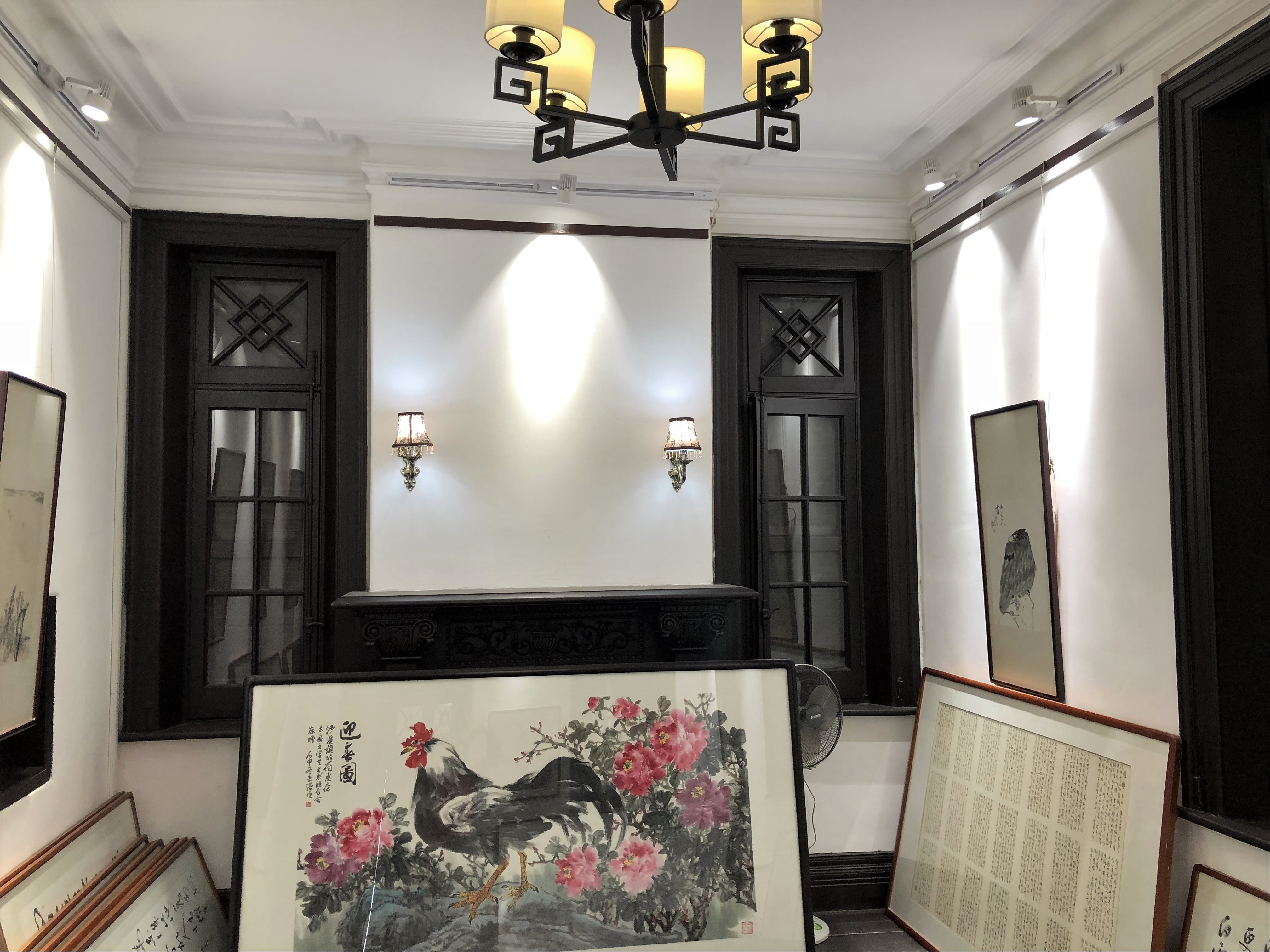
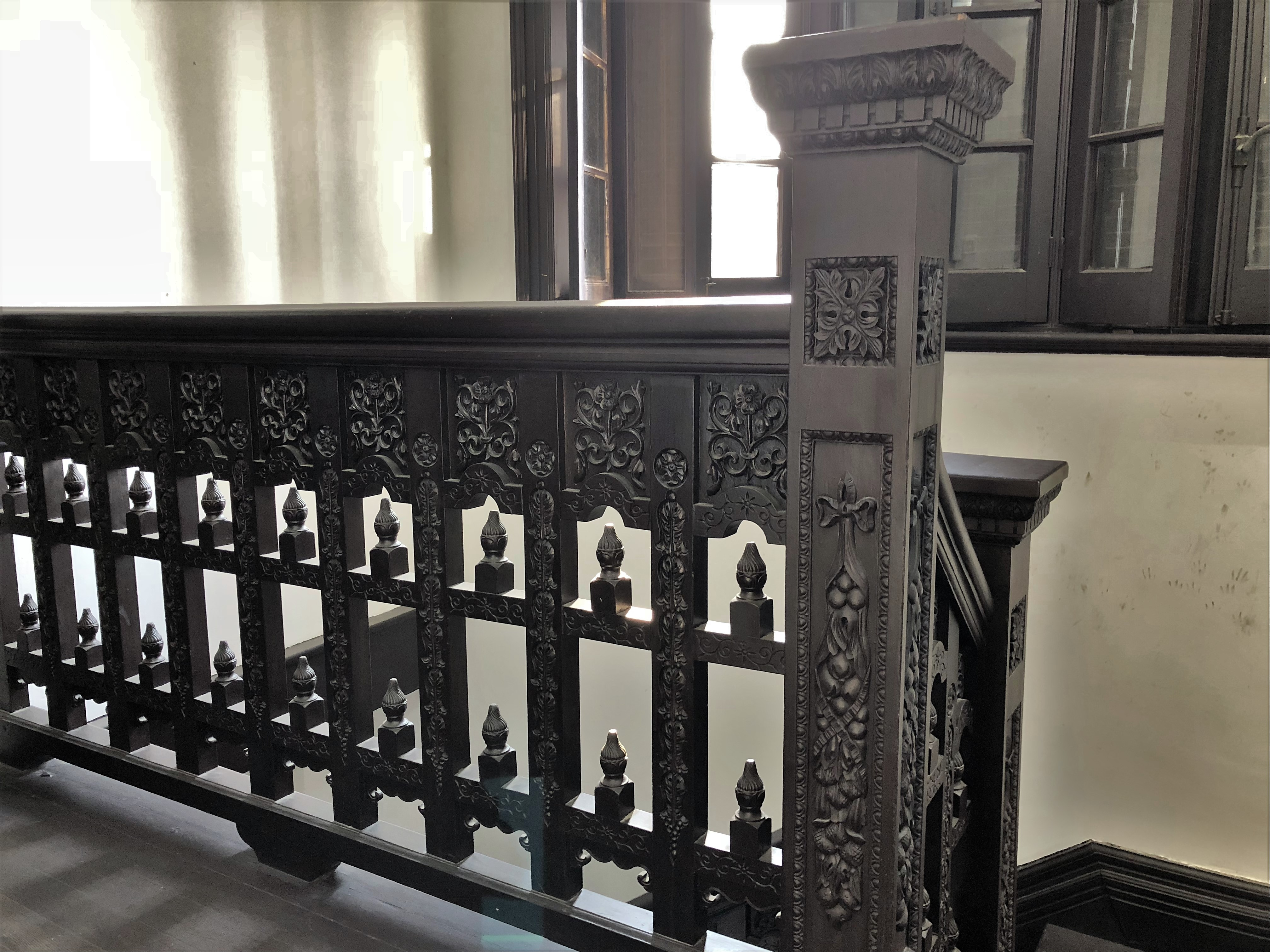